# Ziarniniak obrączkowaty
Ziarniniak obrączkowaty (łac. Granuloma annulare) – przewlekła zapalna choroba skóry o nieznanej etiologii. Choroba może się pojawić w każdym wieku, jednak większość przypadków rozpoczyna się przed 30. rokiem życia. Zwraca uwagę częste występowanie GA u dzieci poniżej 10. roku życia oraz u dorosłych po 50. roku życia. Zwykle przyjmuje się, że występuje 2 razy częściej u kobiet, zwłaszcza w 5.–6. dekadzie życia  Na skórze pokazują się wykwity często układające się koliście.

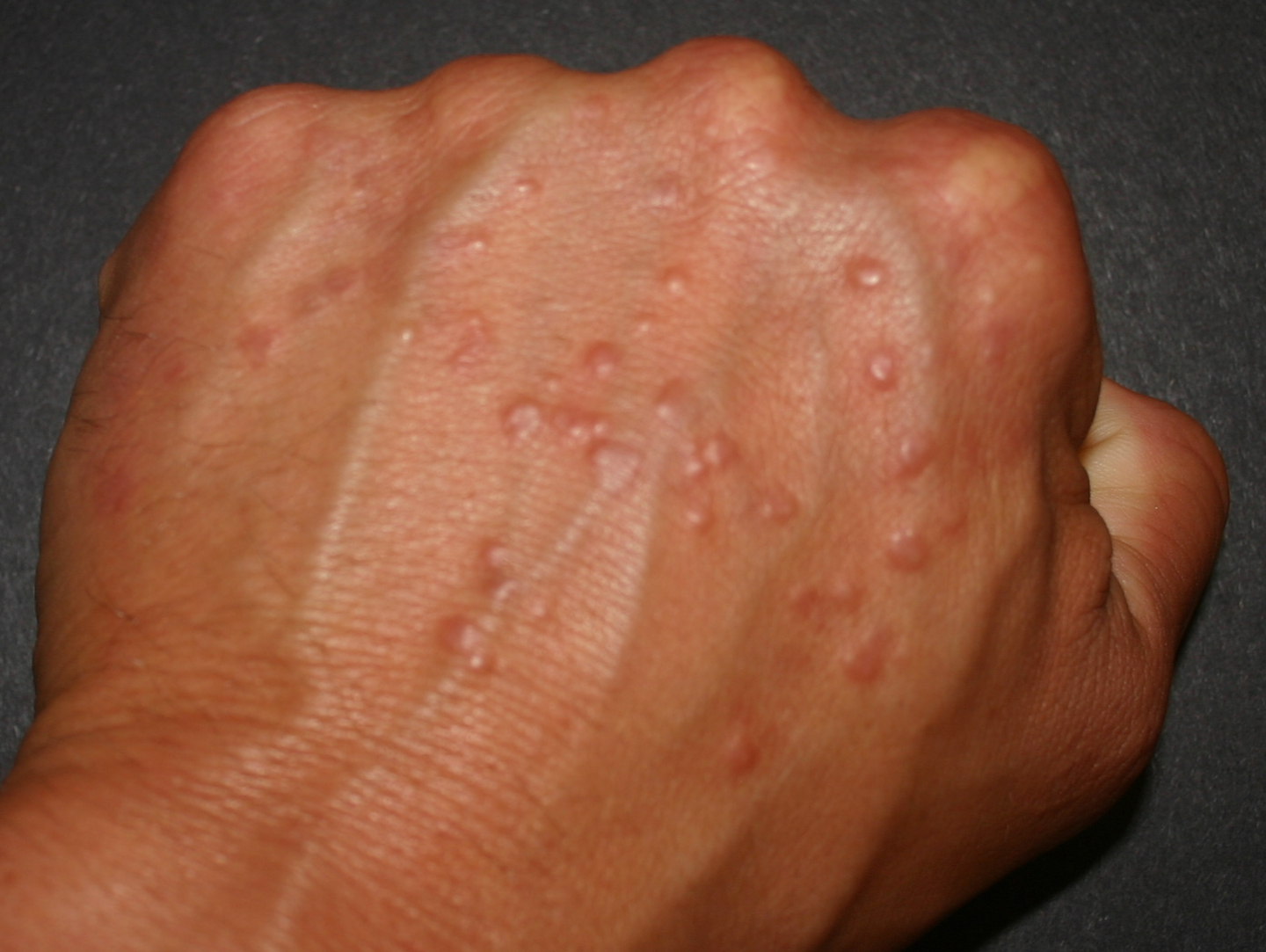
Ziarniniak obrączkowaty skóry dłoni